# Calumma tjiasmantoi
Calumma tjiasmantoi is een hagedis uit de familie kameleons (Chamaeleonidae). De wetenschappelijke naam van de soort werd voor het eerst voorgesteld door Proetzel, Scherz, Ratsoavina, Vences en Glaw in 2020. 